# A Son's Devotion
A Son's Devotion és una pel·lícula muda de l'Éclair American protagonitzada per Alec B. Francis, Clara Horton i Charles E. Davenport. La pel·lícula, de dues bobines, es va estrenar el 26 de novembre de 1913. Es considera una pel·lícula perduda.

## Argument
Eugene Hope, que treballa a la mateixa oficina que el seu fill Robert, és un jugador tant a la borsa com a les curses. Pressionat pels seus corredors per obtenir més marge, roba 1.000 dòlars. El pare descobreix que l'han robat i ataca l’estafador. El fill entra just a temps per evitar que el seu pare sigui colpejat pels amics del jugador. Aviat el banc descobreix que falten diners i els Hope són interrogats. El fill assumeix la culpa i és traslladat a la presó. El pare amaga la notícia a la seva dona, hipoteca la casa i en secret retorna els diners per lo que el fill és alliberat.
Passats uns dies Eugene recau en les apostes i torna a perdre. Preocupat i pressionat per totes bandes, el pare intenta suïcidar-se. La filla intenta arrencar-li la pistola i és ferit accidentalment. Es truca la policia i el fill, creient que la seva mare ha disparat, torna a assumir la culpa. Mentre es troba camí de comissaria intenta escapar i el disparen. El tonen a capturar a casa seva i és a punt de ser endut quan el pare, recupera la consciència i explica la situació. El xoc és suficient per fer que el pari es reformi completament.

## Repartiment
- Alec B. Francis (Eugene Hope)
- Clara Horton (filla d’Eugene)
- Charles E. Davenport (Robert)
- Bert Starkey